# Быстрая дивизия
Быстрая дивизия (словац. Rýchla divízia) — воинское формирование словацкой армии, принимавшее участие в войне против СССР в составе вермахта на стороне германской коалиции Стран «Оси».

## История
В период с весны 1940 до начала 1941 года немцы передали словацкой армии 37 танков Pz.Kpfw.38(t)Ausf.S, в результате военно-политическим руководством Словакии было принято решение о создании в городе Медзилаборце «Быстрой бригады» (на базе существующей подвижной группы «Калинчак», которая участвовала в боях в Польше в сентябре 1939 года. Все 37 танков Pz.Kpfw.38(t)Ausf.S были переданы в «Быструю бригаду».
22 июня 1941 года, в день нападения Германии на СССР, боевая группа словацкой армии (3500 наиболее боеспособных словацких военнослужащих из состава «быстрой бригады» и несколько лёгких танков чехословацкого производства) под руководством немецких офицеров вместе с частями немецкой 17-й армии вермахта атаковала советские войска в районе Липовице. Атака была неуспешной — словаки понесли потери, большинство их танков было подбито и они отступили на исходные позиции.
В августе 1941 года на основе «Быстрой бригады» была создана «Быстрая дивизия», командиром которой стал полковник Рудольф Пильфоусек.
В целом, в ходе боевых действий против СССР летом 1941 года «быстрая дивизия» потеряла семь лёгких танков LT vz.40
В 1941 году в состав дивизии входили два пехотных полка, батальон разведки и танковая рота из 12 танков.
В сентябре 1941 года дивизия принимала участие в боях с советскими войсками под Киевом.
После захвата города её передали немецкой группе армий «Юг».
С октября 1941 года дивизия сражалась в составе 1-й танковой армии вермахта в Днепровском регионе.
Быстрая дивизия достигла Мариуполя и Таганрога, закрепившись зимой 1941—1942 годов на позициях в районе реки Миус.
В 1942 году словаки участвовали в немецком наступлении на Кавказ, сыграв значительную роль во втором захвате Ростова.
В августе 1942 года дивизия получила пополнение — семь лёгких танков LT vz.40
С сентября 1942 года командиром дивизии назначен генерал  Штефан Юрех.
В Краснодаре подпольщики Н. И. Ефимов, А. И. Дергачёва, Т. Рыбка с помощью офицера-антифашиста 1-й словацкой моторизованной дивизии Карла Шустера установили связь с солдатами дивизии, расквартированными в Краснодаре. В результате боеспособность дивизии снизилась: несколько военнослужащих дезертировали и были спрятаны у местных жителей от преследования немецких военных властей, а другие военнослужащие отказались участвовать в боевых действиях. После начала наступления советских войск на Северном Кавказе немцы изъяли из дивизии артиллерию и автотранспорт, а несколько ненадёжных подразделений были полностью разоружены и под предлогом переформирования отправлены в тыл.
31 января 1943 года в станице Гулькевичи советским войскам сдалась группа словацких солдат и адъютант командира 20-го пехотного полка полковника Маркуша.
Во время отступления с Кавказа подвижная дивизия была фактически разбита — уцелел только 1 танк и немногочисленный контингент личного состава. 
В дальнейшем дивизия использовалась как охранное подразделение в Крыму, а затем была переведена в украинское Полесье, где принимала участие в боях с советскими и украинскими националистическими партизанами.
В 1943 году в Одессе советские партизаны и подпольщики установили контакты с военнослужащими подразделений 1-й словацкой пехотной дивизии, расквартированных в городе. В дальнейшем, к партизанам присоединилось 160 военнослужащих 1-й словацкой пехотной дивизии. Одна из групп словацких солдат, которой командовал Ян Крошлак, перешла к партизанам с автотранспортом: двумя автомашинами с боеприпасами и вооружением и одной автомашиной с грузом продовольствия.

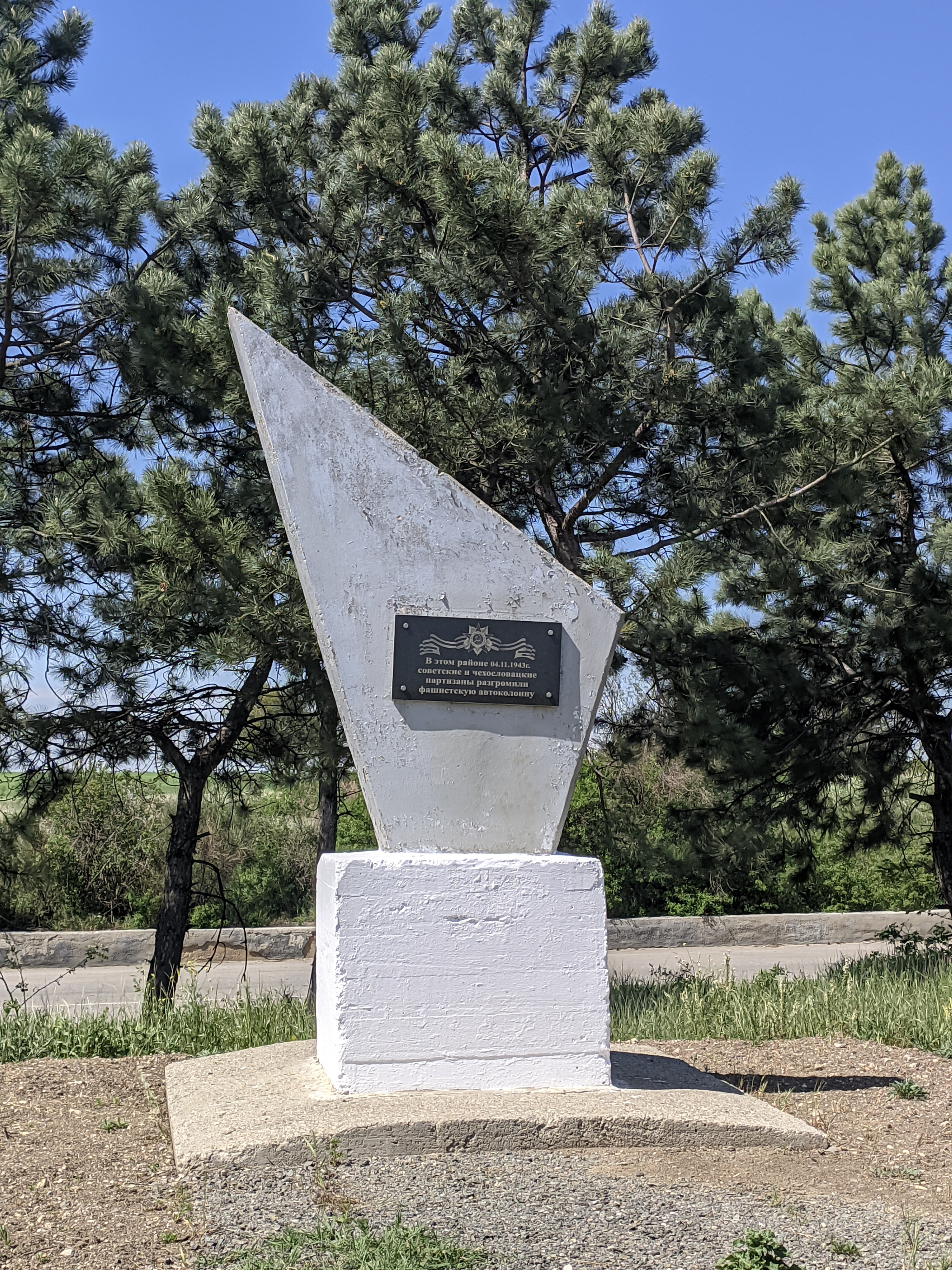
Памятный знак на месте боя 4 ноября 1943 года у шоссе Симферополь-Феодосия

Летом - осенью 1943 года несколько словацких солдат перешли к крымским партизанам, из них была сформирована боевая группа, которой командовал солдат-словак Антон Ланчарич. 3 ноября 1943 года группа провела первую боевую операцию: остановив две автомашины на шоссе Симферополь - Феодосия они разоружили и захватили в плен 1 офицера и 9 солдат противника. На следующий день группа захватила ещё два трёхтонных грузовика.
29 — 30 октября 1943 года в районе Мелитополя на сторону советских войск перешли 2600 военнослужащих 1-й словацкой пехотной дивизии (в общей сложности, осенью 1943 года на сторону советских войск перешли 2750 солдат и офицеров этой дивизии).
В начале 1944 года дивизия была воссоздана. Её новый костяк состоял из двух пехотных полков, нескольких батарей 37-мм противотанковых орудий, двух рот ПВО и саперной роты. Из её состава немцы выделили боевую группу, насчитывавшую 12 офицеров, 13 унтер-офицеров и 775 солдат, и перебросили в Крым. Остальные подразделения на фронт не попали и были задействованы в охране коммуникаций. В июне 1944 года боеспособность дивизии резко снизилась. Немцы её разоружили и использовали в качестве строительной бригады при сооружении укреплений на территории Румынии. Красная армия окружила и взяла Быструю дивизию в плен в марте 1945 года в Венгрии.

## Боевой и численный состав[12]

### Состав бригады на 25 июня 1941 г.
- Управление и штаб бригады [Velitelství]
- 2-й разведывательный кавалерийский эскадрон [2. jezdecký průzkumný oddíl]
  - рота мотоциклистов [cyklistická rota]
  - рота тяжелого оружия [rota těžkých zbraní]
  - пулеметный взвод [kulometná četa]
- Мотопехотный батальон [Motorizovaný pěší prapor] - 2. prapor 6. pěšího pluku
  - 3 пехотных роты [3 roty pěchoty]
  - пулеметная рота [kulometná rota]
  - противотанковый взвод[četa protitankových děl]
  - батарея 75 мм орудий[baterie 75mm děl]
  - зенитный взвод [ženijní četa]
- 1-й артиллерийский дивизион [1. dělostřelecký oddíl] - 1. oddíl 11. dělostřeleckého pluku
  - 3 батареи 100 мм орудий обр. 1930 [3 baterie 100mm děl vz. 30]
  - [spojařská četa]
- Рота связи [Spojovací rota]
- Танковый батальон [Prapor útočné vozby]
  - штабная рота [štábní rota]
  - 2 и 3 танковые роты (всего 30 танков LT vz.35, 10 танков LT vz.38 и 7 танков LT vz.40 [2. a 3. tanková rota (celkem 30 tanků LT-35, 10 tanků LT-38 a 7 tanků LT-40)]
  - 2 противотанковых роты (девять 37 мм орудий) [2 roty protitankových děl (9 ks ráže 37 mm]

### Состав дивизии
22 августа 1941 г. бригада была развернута в дивизию:
- Управление и штаб [Velitelství]
- 20-й мотопехотный полк [20. motorizovaný pěší pluk]
- 21-й мотопехотный полк «Давид» [Motorizovaný peší pluk 21 "David"]
- 11-й артиллерийский полк [11. dělostřelecký pluk] - 16 100-мм орудий, 4 105-мм орудий vz. 35
- 11-я разведгруппа [11. průzkumná skupina]
- 2-й батальон связи [2. spojovací prapor]
- 11-й саперный батальон [11. ženijní prapor]
- 11-я конно-артиллерийская батарея [11. horská baterie] - 4 75-мм орудия vz. 15
- 11-я противотанковая рота [11. protitanková rota] - 12 37-мм противотанковых пушек
- Зенитно-артиллерийская группа [Protiletadlová skupina] - 12 20-мм автоматических пушек, 4 88-мм зенитных пушек
- Автомобильные мастерские и службы снабжения [Automobilové dílny a Zásobovací služby]

## Командование[13]
- Рудольф Пильфоусек, полковник Генштаба (25 июля — 3 августа 1941)
- Йозеф Туранец, полковник артиллерии (3 августа — 27 ноября 1941)
- Августин Малар, полковник Генштаба и генерал 2-го класса с 1 января 1942 (27 ноября 1941 — 25 апреля 1942)
- Йозеф Туранец, генерал 2-го класса (25 апреля — 23 сентября 1942)
- Штефан Юрех, полковник Генштаба и генерал 2-го класса с 1 января 1943 (23 сентября 1942 — 10 апреля 1943)
- Павол Куна, полковник пехоты (10 апреля — 10 июня 1943)
- Штефан Юрех, генерал 2-го класса (10 июня — 1 августа 1943)

## Последующие события

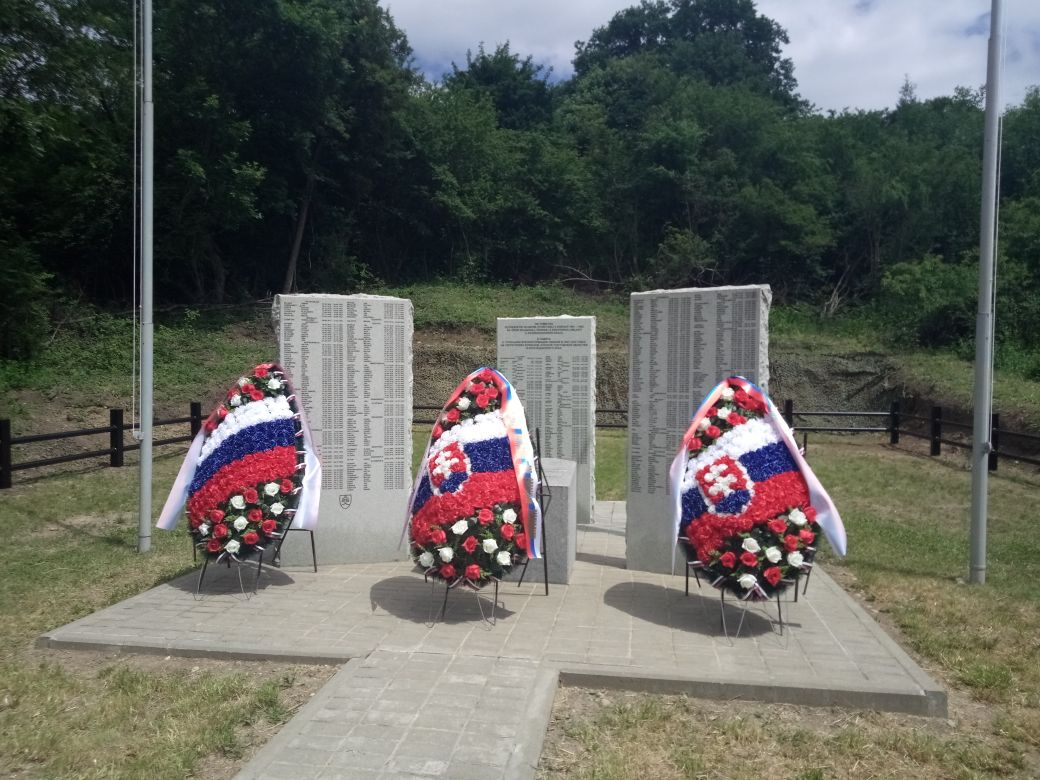
Памятник павшим словацким военнослужащим в Краснодарском крае в 1942-1943 гг. Хутор Зазулин 30 мая 2018 года

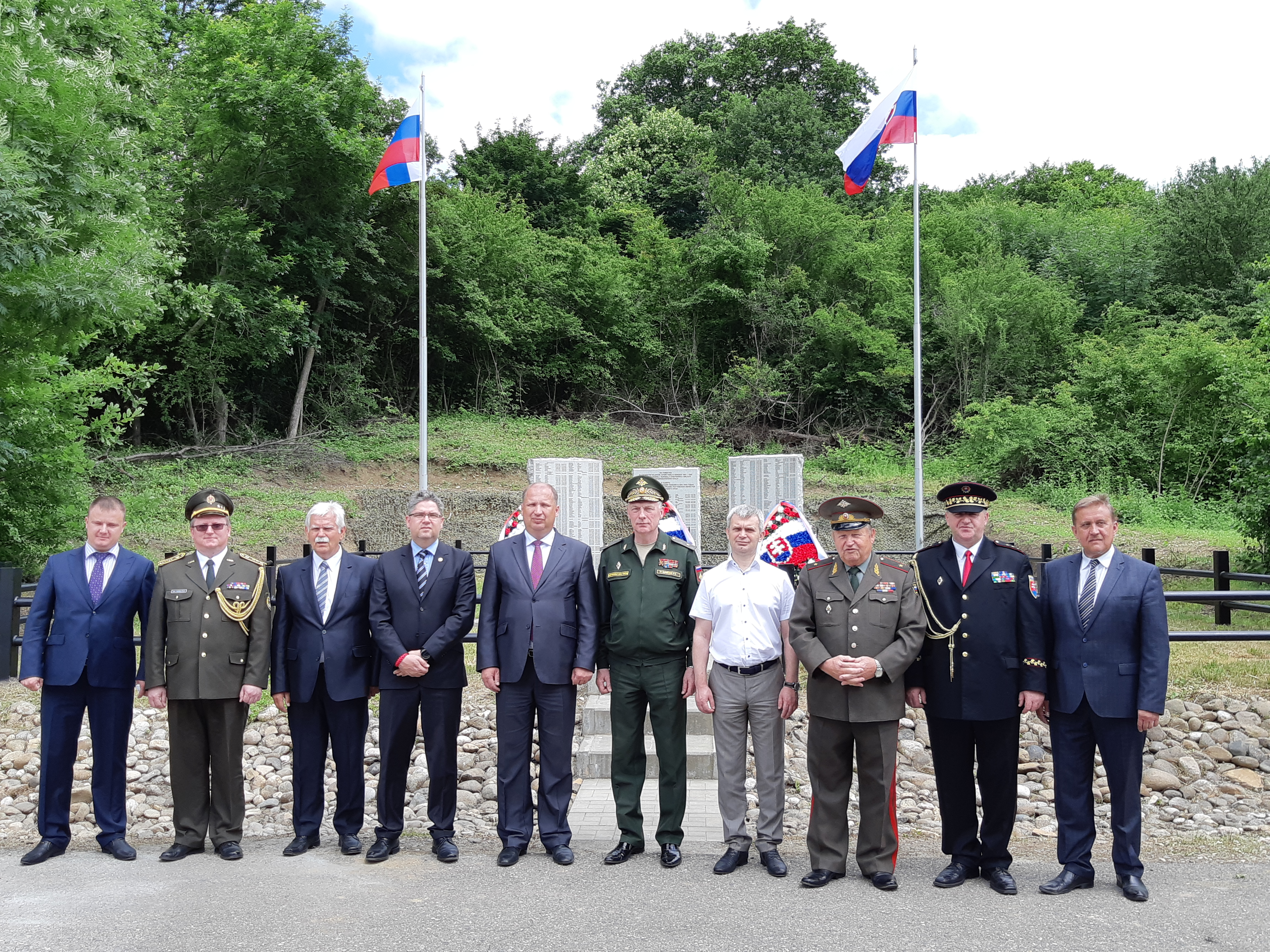
30 мая 2018 года Чрезвычайный и Полномочный Посол Словацкой Республики в России Припутен, Петер открыл памятник воинам Быстрой дивизии павшим в Краснодарском крае

30 мая 2018 года у хутора Зазулин посол Словацкой Республики в РФ Припутен, Петер открыл памятник воинам Быстрой дивизии павшим в Краснодарском крае в 1942-1943 годах.